# 26 Aquilae
26 Aquilae (f Aquilae) é uma estrela binária na direção da Aquila. Possui uma ascensão reta de 19h 20m 32.84s e uma declinação de −05° 24′ 57.1″. Sua magnitude aparente é igual a 4.98. Considerando sua distância de 154 anos-luz em relação à Terra, sua magnitude absoluta é igual a 1.61. Pertence à classe espectral G8III-IV....